# Coronel Sanders
Coronel Harland David Sanders (9 de setembro de 1890 — 16 de dezembro de 1980) foi um empresário americano, mais conhecido por fundar a cadeia de restaurantes de fast food de frango Kentucky Fried Chicken (também conhecida como KFC) e mais tarde atuar como embaixador da marca da empresa e símbolo. Seu nome e imagem ainda são símbolos da empresa.
Sanders teve vários empregos em sua infância, como foguista de locomotivas a vapor, vendedor de seguros e operador de posto de gasolina. Ele começou a vender frango frito em seu restaurante de beira de estrada em North Corbin, Kentucky, durante a Grande Depressão. Durante esse tempo, Sanders desenvolveu sua "receita secreta" e seu método patenteado de cozinhar frango em uma fritadeira de pressão. Sanders reconheceu o potencial do conceito de franquia de restaurante e a primeira franquia KFC foi aberta em South Salt Lake, Utah, em 1952. Quando seu restaurante original fechou, ele se dedicou em tempo integral a franquear seu frango frito em todo o país.
A rápida expansão da empresa nos Estados Unidos e no exterior tornou-se esmagadora para Sanders. Em 1964, então com 73 anos, ele vendeu a empresa para um grupo de investidores liderado por John Y. Brown Jr. e Jack C. Massey por dois milhões de dólares (18,9 milhões de dólares em 2023). No entanto, ele manteve o controle das operações no Canadá e se tornou um embaixador assalariado da marca Kentucky Fried Chicken. Em seus últimos anos, ele se tornou muito crítico em relação à comida servida pelos restaurantes KFC, pois acreditava que eles haviam cortado custos e permitido a deterioração da qualidade.

## Imagem pública e personalidade
Depois de ser recomissionado como coronel do Kentucky em 1950 pelo governador Lawrence Wetherby, Sanders começou a se vestir para o papel, deixando crescer um cavanhaque e vestindo uma sobrecasaca preta (mais tarde mudando para um terno branco), uma gravata-borboleta e referindo-se a si mesmo como "Coronel". Seus associados aceitaram a mudança de título, "primeiro de brincadeira e depois a sério", de acordo com o biógrafo Josh Ozersky.
Ele nunca vestiu outra coisa em público nos últimos vinte anos de sua vida, usando um terno pesado de lã no inverno e um terno leve de algodão no verão. Ele descoloriu o bigode e o cavanhaque para combinar com o cabelo branco.
John Y. Brown Jr. lembrou-se de Sanders como "um homem brilhante com um talento gourmet para comida, um visionário e um grande motivador, com o estilo de um showman e a disciplina de um Vince Lombardi."
Sanders era maçom.

## Morte
Sanders foi diagnosticado com leucemia aguda em junho de 1980. Ele morreu de pneumonia no Hospital Judeu de Louisville seis meses depois, em 16 de dezembro, aos noventa anos de idade. Sanders permaneceu ativo até um mês antes de sua morte, aparecendo em seu terno branco para multidões. Seu corpo foi velado na rotunda do Capitólio do Estado de Kentucky em Frankfort após um funeral na Capela do Seminário Teológico Batista do Sul, que contou com a presença de mais de quinhentas pessoas. Seu corpo também seria exibido em um caixão aberto durante um serviço memorial realizado na sede do KFC em Louisville; De mil a mil e duzentas pessoas compareceriam a este serviço. Sanders foi enterrado em seu característico terno branco e gravata preta no Cemitério Cave Hill, em Louisville.
Sua esposa, Claudia, morreu em 31 de dezembro de 1996, aos 94 anos.
Na época da morte de Sanders, havia cerca de seis mil lojas KFC em 48 países em todo o mundo, com dois bilhões de dólares em vendas anuais.

## Discografia
- 1967 Christmas Eve with Colonel Sanders (RCA: PRS 256)[20]
- 1968 Christmas Day with Colonel Sanders (RCA: PRS 274)[20]
- 1969 Christmas with Colonel Sanders (RCA: PRS 291)[20]